# Valentin Blass
Valentin Lukas Blass (* 17. April 1995 in München) ist ein deutscher Basketballspieler.

## Laufbahn
Der gebürtig aus München stammende Valentin Blass spielte in seiner Jugend für den Rhöndorfer TV sowie für die Bonner/Rhöndorfer-Spielgemeinschaft in JBBL und NBBL. In der Saison 2012/13 absolvierte er bereits einige Kurzeinsätze für die Herrenmannschaft der Dragons Rhöndorf in der 2. Bundesliga ProB.
2013 schaffte er schließlich den Sprung in den erweiterten Kader des Bundesligisten Telekom Baskets Bonn und gab sein Erstligadebüt nach seiner Teilnahme am NBBL-Allstar-Game im März 2014. Neben den Spielen in der Bundesliga sammelte er bis 2017 auch Spielpraxis in Bonns zweiter Herrenmannschaft in der 1. Regionalliga West. Zu Beginn der Abstiegsrunde der ProB rückte Blass dann im Frühjahr 2017 zudem in den Kader der Dragons Rhöndorf, dem Kooperationspartner der Telekom Baskets Bonn, und erzielte in der Saison 2017/18 für Rhöndorf in der ProB im Schnitt 5,7 Punkte sowie 3,2 Rebounds je Begegnung.
Im Mai 2018 wechselte Blass innerhalb der 2. Bundesliga ProB zu Bayer Leverkusen. Im Spieljahr 2018/19 gewann er mit den Rheinländern den Meistertitel in der 2. Bundesliga ProB. Im darauffolgenden Jahr behauptete sich der Aufsteiger mit dem fünften Platz in der ProA. Im Sommer 2020 verlängerte der Flügelspieler seinen auslaufenden Vertrag um eine weitere Saison bei den „Riesen vom Rhein“. Blass wurde 2021 mit Leverkusen ProA-Vizemeister, anschließend verließ er den Verein und ging zu den RheinStars Köln in die 2. Bundesliga ProB. Er spielte mit den Kölner bis zum Ende der Saison 2021/22, in der der sportliche Klassenerhalt verpasst wurde. Im September 2022 schloss sich Blass dem Regionalligisten Deutzer TV an.